# Metafaza

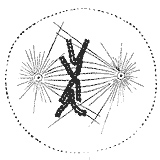
Komórka w stadium metafazy

Metafaza w mitozie

Metafaza – jedna z faz podziału komórki. Występuje zarówno w mitozie, jak i w mejozie, przy czym w tym drugim podziale występuje aż dwukrotnie i oznaczana jest mianem „metafaza I” (podczas mejozy I) i „metafaza II” (podczas mejozy II). Dochodzi w niej do przyczepienia włókien wrzeciona kariokinetycznego do centromerów i ustawienia chromosomów (lub tetrad podczas mejozy) w płaszczyźnie równikowej komórki.